# Mapusaurus
Mapusaurus ist eine südamerikanische Gattung von theropoden Dinosauriern (Theropoda) aus der Gruppe der Carcharodontosauridae. Fossile Überreste wurden in etwa 100 bis 94 Millionen Jahre alten Gesteinen aus der frühen Oberkreide (Cenomanium) in der argentinischen Provinz Neuquén gefunden.
Die einzige bislang bekannte Art (Typusart) ist Mapusaurus roseae. Vor der Beschreibung war dieses Tier als neue Spezies von Giganotosaurus bekannt.

## Beschreibung

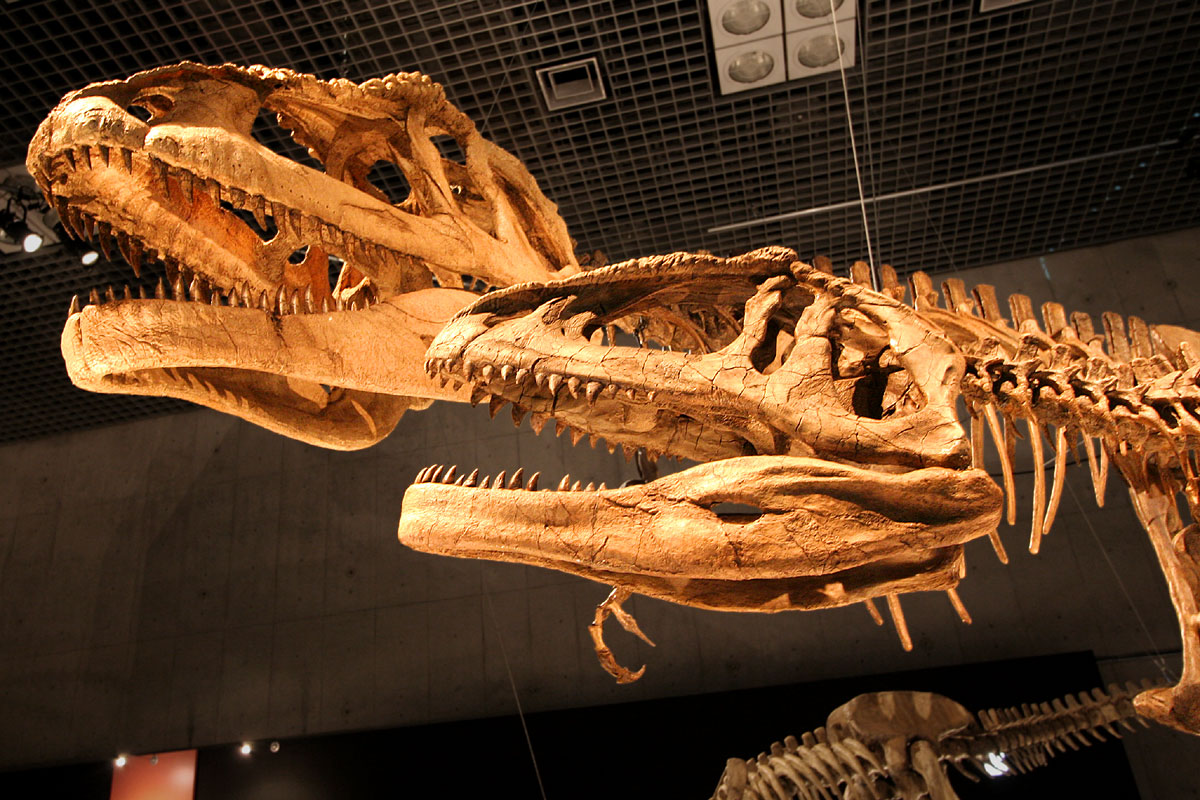
Rekonstruierte Schädel eines erwachsenen und eines Jungtieres

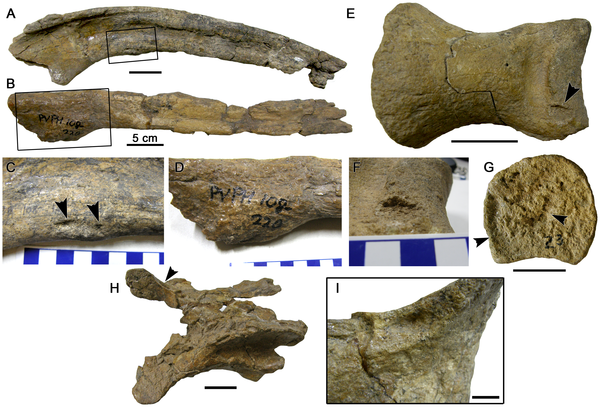
Fossiles Material von Mapusaurus roseae, darunter Rippen, ein Fingerknochen und ein Wirbelbogen.

Das Holotyp-Material (MCF-PVPH-108.1, Museo Carmen Funes, Paleontología de Vertebrados, Plaza Huincul, Neuquén) besteht aus dem rechten Nasenbein. Darüber hinaus wurden zwölf Paratypen beschrieben, die auf den restlichen Knochen basieren. Von den bekannten Exemplaren können mindestens sieben mit Sicherheit Mapusaurus zugeordnet werden. Nimmt man alle Funde zusammen, so ist der Großteil des Skeletts vertreten. Dennoch sind einige Individuen relativ schlecht erhalten, weshalb es nicht sicher ist, ob sie wirklich zu Mapusaurus oder zu einem anderen Carnosaurier gehören.

### Schädel
Der Schädel von Mapusaurus rosae erscheint dünner, aber tiefer als der von Giganotosaurus. Der Oberkiefer ist wenig verlängert, allerdings verfügt Mapusaurus über ein dünnes Nasenbein. Die antorbitale Schädelgrube ist ungefähr so groß wie die von Giganotosaurus und Carcharodontosaurus. Sie ist dreieckig und ungefähr so lang wie hoch. Wie bei anderen Theropoden saß das Auge im oberen Teil der Orbita. Der längste bekannte Oberkiefer gehört zum Individuum MCF-PVPH-108.169 und ist 620 mm lang, wovon der bezahnte Teil 570 mm ausmacht. Der Oberkiefer von MCF-PVPH-108.115 ist mit einer 520 mm langen Zahnreihe zwar etwas kleiner, aber besser erhalten und relativ hoch, im Verhältnis zu seiner Länge. Zudem sind vier (meist fragmentarische) Unterkiefer bekannt. Der kompletteste davon gehört zum Exemplar MCF-PVPH-108.125, ist 440 mm lang und am dünnsten Punkt 72 mm tief.
Fossile Zähne sind ebenfalls erhalten, insgesamt sind 23 Zähne bekannt. Die Zähne sind vergleichbar mit denen anderer Carnosaurier, so verfügen sie über flache Schneidekanten, die mit feinen Zähnchen gesägt sind. Diese Zähnchen sind vergleichbar in ihrer Größe mit denen von Giganotosaurus und Carcharodontosaurus, sie sind allerdings deutlich größer als die von Acrocanthosaurus.
Unterschiede in der Schädelanatomie der Individuen deuten auf Heterochronie hin.

### Postkranium
Der Wirbelbogen von Mapusaurus war ungefähr so groß wie der von Giganotosaurus (120 mm lang und 60 mm tief) und (wie bei allen Carnosauriern) im hinteren Bereich nach oben geneigt. Die Epipophyse ist mehr auffallend als bei Allosaurus und Acrocanthosaurus, allerdings ist sie weniger auffallend als bei Sinraptor. Außerdem ist sie, anders als die eher breite Epipophyse von Giganotosaurus, kegelförmig und läuft oben spitz zu. Der Dornfortsatz des Wirbelbogen ist unvollständig, allerdings scheint er länger und dünner als der von Giganotosaurus zu sein. Diese Fortsätze sind durch Bogenplatten mit der Epipophyse verbunden. Bei Allosaurus und Acrocanthosaurus sind solche Bogenplatten nicht vorhanden, stattdessen ist der Abstand zwischen Dornfortsatz und Epipophyse größer.
Neben den Wirbeln sind viele Rippenfragmente und einige komplette Rippen bekannt. Die Rippen unterscheiden sich wenig von denen von Allosaurus, Acrocanthosaurus und Sinraptor. Vom Exemplar MCF-PVPH-108.106 ist eine große vordere Brustrippe erhalten, diese hat eine breite Vertiefung im mittleren Teil der hinteren Oberfläche. Aufgrund der Form von Rippen und Wirbeln wird vermutet, dass Mapusaurus einen nicht sehr breiten, aber tiefen Brustkorb hatte. Eine fragmentarische Bauchrippe ist ebenfalls bekannt, allerdings unterscheidet diese sich nicht signifikant von der anderer Theropoden.
Ein Schulterblatt, ein Rabenbein und möglicherweise ein Gabelbein sind teilweise überliefert. Bei letzterem ist es möglich, dass es sich um verschmolzene Bauchrippen handelt, allerdings ist dies aufgrund der Symmetrie des Knochens oder des Mangels an Zeichen einer Verschmelzung unwahrscheinlich. Ein relativ kompletter Oberarmknochen ist ebenfalls bekannt. Das bekannte Material ist 210 mm lang und ist mit einem Durchmesser von 51 mm am dünnsten Punkt relativ robust. Die Länge des gesamten Oberarmknochen des Besitzers wird auf 300 mm geschätzt. Es wird vermutet, dass der Oberschenkelknochen (geschätzte Gesamtlänge von 1180 mm) ungefähr viermal so lang war wie der Oberarmknochen. Daher wird vermutet, dass Mapusaurus (ähnlich wie Acrocanthosaurus, Carnotaurus oder Aucasaurus) eher kurze Arme hatte. Neben dem Oberarmknochen ist auch eine Speiche bekannt, welche ebenfalls relativ massiv und rund im Querschnitt ist. Über die Hand von Mapusaurus ist wenig bekannt.

## Größe

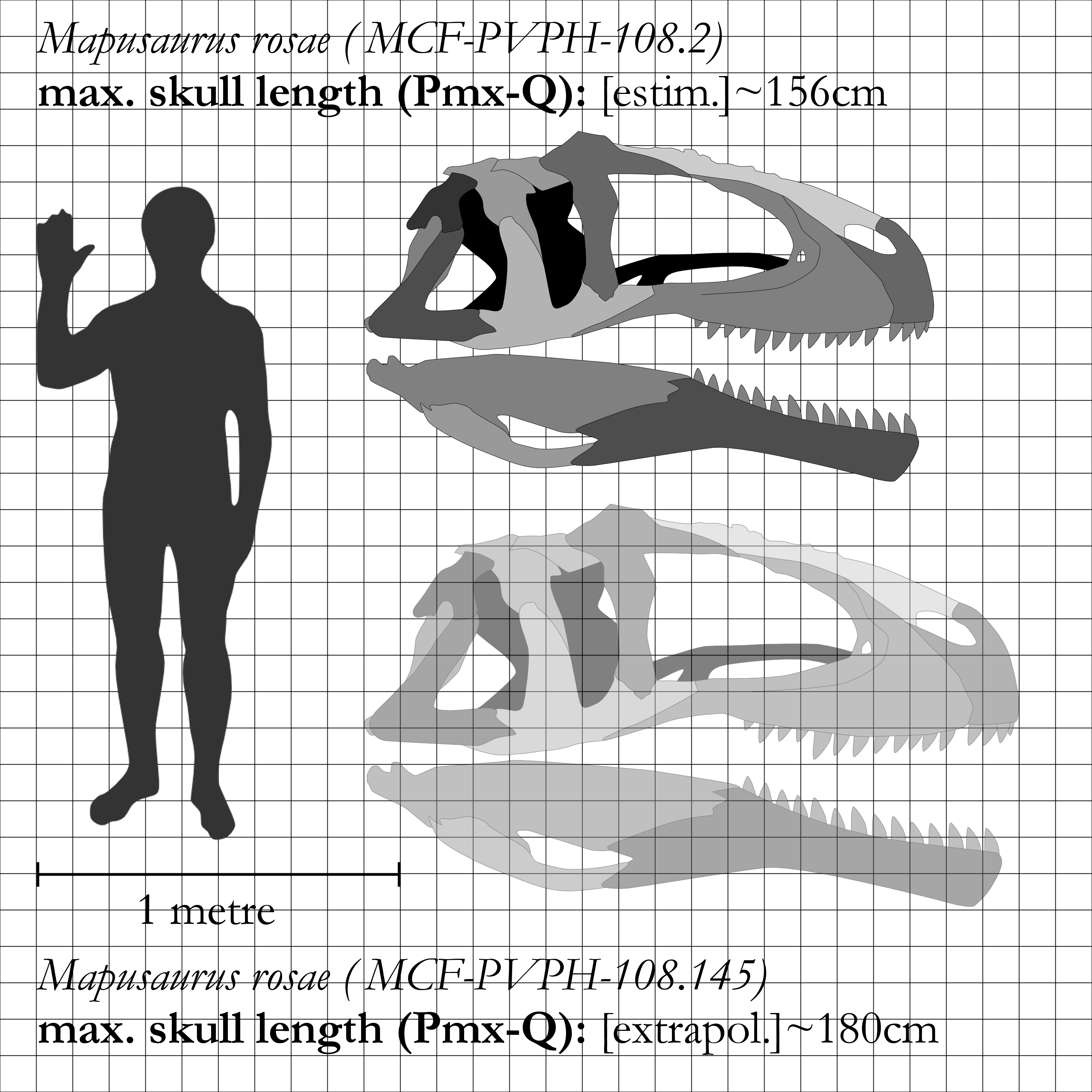
Größenvergleich des Schädels mit einem Menschen

Die Knochen stammen von Tieren verschiedener Altersstufen. Die Größe des Dentales (der zahntragende Teil des Unterkieferknochens) des kleinsten Individuums lässt auf eine Länge von 5,5 Meter schließen, die Knochen der übrigen Individuen sind jedoch wesentlich größer, vergleichbar mit Giganotosaurus-Fossilien. Ein Wadenbein-Knochen (MCF-PVPH-108.202) ist mit 860 Millimeter Länge sogar zwei Zentimeter länger als der entsprechende Knochen bei Giganotosaurus, und ein Schambeinschaft übertrifft diesen um 10 % (MUCPv-CH-1, etwa 12,2–12,5 Meter Gesamtlänge). Die Individuen MCF-PVPH-145, MCF-PVPH-185 und MCF-PVPH-202 werden auf 100–103 % der Größe des Giganotosaurus-Holotyps geschätzt, womit die Maximallänge von Mapusaurus auf 12,6 m geschätzt werden kann.

## Systematik

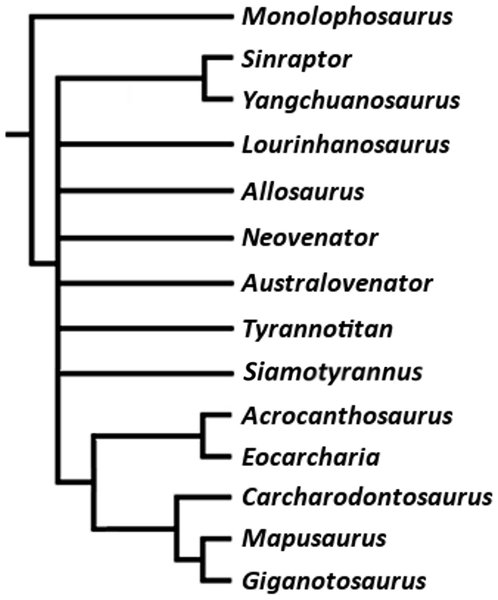
Mapusaurus innerhalb der Gruppe Allosauroidea, laut einer Analyse aus dem Jahr 2011.

Zusammen mit Giganotosaurus und Tyrannotitan, mit denen er nah verwandt ist, wird Mapusaurus von den Beschreibern in die neue Unterfamilie Giganotosaurinae klassifiziert, ein Taxon innerhalb der Carcharodontosauridae. Alle drei Gattungen stammen aus der späten Kreide Argentiniens und gehören zu den größten fleischfressenden Landtieren überhaupt. Die Carcharodontosauridae gehört noch zu den weniger bekannten Theropoden-Familien: es werden zurzeit verschiedene neue, noch unbenannte Tiere untersucht. Die Gruppe zeichnet sich aus durch flache Zähne mit scharfen Schneidekanten, einen pneumatischen Hirnschädel, stark geformte Gesichtsknochen und Halswirbel mit zwei Pleurocoelen (seitlichen Öffnungen) in einer Drosselgrube.
In einer phylogenetischen Analyse aus dem Jahr 2011 wird Mapusaurus als Schwestertaxon von Giganotosaurus innerhalb der Familie Carcharodontosaurinae aufgeführt, welche aus Carcharodontosaurus, Giganotosaurus und Mapusaurus besteht.
In einer etwas jüngere Analyse aus dem Jahr 2012 wird Mapusaurus nicht nur als Schwestertaxon von Giganotosaurus, sondern auch von Carcharodontosaurus und Tyrannotitan aufgeführt.

## Fundgeschichte
Die Knochen von mindestens sieben, möglicherweise bis zu neun Individuen wurden 1997 bis 2001 unter Leitung eines argentinisch-kanadischen Dinosaurierprojekts ausgegraben. Die Fundstelle (Cañadón del Gato) liegt etwa 20 Kilometer südwestlich von Plaza Huincul. Dabei handelt es sich um ein Bone bed (Knochenlager), einen Gesteinsabschnitt mit großem Knochenreichtum. Alle hier gefundenen Knochen gehören zu einer einzigen Art, was bei großen Theropoden weltweit eine große Seltenheit darstellt. Auch wird dies als Hinweis auf ein Herdenleben von Mapusaurus gewertet. Anomalien in den Knochen bei Mapusaurus Exemplaren sind relativ selten, aber vorhanden. Allerdings sind Verletzungen ziemlich häufig, daher wird vermutet, dass Mapusaurus ein aktives und gefährliches Leben führte.
Geologisch zählt die Fundstelle zur Huincul-Formation (ein Abschnitt der Río-Limay-Group), die Teil der Neuquén-Group ist. Die Huincul-Formation ist eher arm an Dinosaurierfossilien, bei den meisten Funden handelt es sich nur um isolierte Knochen. Die Mapusaurus-Fundstelle ist das bisher einzige bekannte Knochenlager der Formation. Aus der Kreide Patagoniens ist eine außergewöhnlich hohe Formenvielfalt großer Theropoden bekannt, außer Mapusaurus sind es mindestens neun weitere Arten. Aus der gleichen Gesteinsschicht (Huincul-Formation) stammen die Überreste des gigantischen Sauropoden Argentinosaurus.
Im Frühling 2006 wurde Mapusaurus von Rodolfo A. Corria und Philipp J. Currie wissenschaftlich beschrieben, worauf eine Medienwelle folgte, die Mapusaurus populär machte. Das Wort „Mapu“ im Gattungsnamen stammt aus der Sprache der Mapuche, einem Indiovolk in Westpatagonien, und bedeutet „von der Erde“, daher kann man Mapusaurus mit „Erdreptil“ übersetzen. Das Artepitheton „roseae“ geht auf die Fundstelle im roten Sandstein zurück, ehrt aber auch Rose Letwin, die für einen Großteil der Grabungskosten aufkam.

## Belege